# 粟ヶ岳 (新潟県)
粟ヶ岳（あわがたけ）は、新潟県加茂市と三条市の境、県のほぼ中央にある標高1,293mの山である。日本三百名山の一つ。
天気が良い時は、その三合目付近から、弥彦山、角田山、佐渡島を望むことができる。
また、水源池第1ダムの水面に映る本岳は、四季折々に美しい表情を見ることができる。
ここには、粟ヶ岳県民休養地があり、登山道、ハイキングコース、キャンプ場などの施設が整備されているほか、炭焼体験施設もある。

## 登山路
主な登山ルートは、加茂市側から（中央登山道）と三条市・旧下田村側から（北五百川コース）の２つ。
いずれも登り4時間、下り3時間程度が目安。
[中央登山道]
- 粟ヶ岳県民休養地--第二水源池--大栃平--粟ヶ岳ヒュッテ（七合目）--粟ヶ岳北峰（九合目）--山頂

[北五百川コース]
- 北五百川登山口--猿飛滝--粟薬師（五合目）--午の背--山頂

## ギャラリー

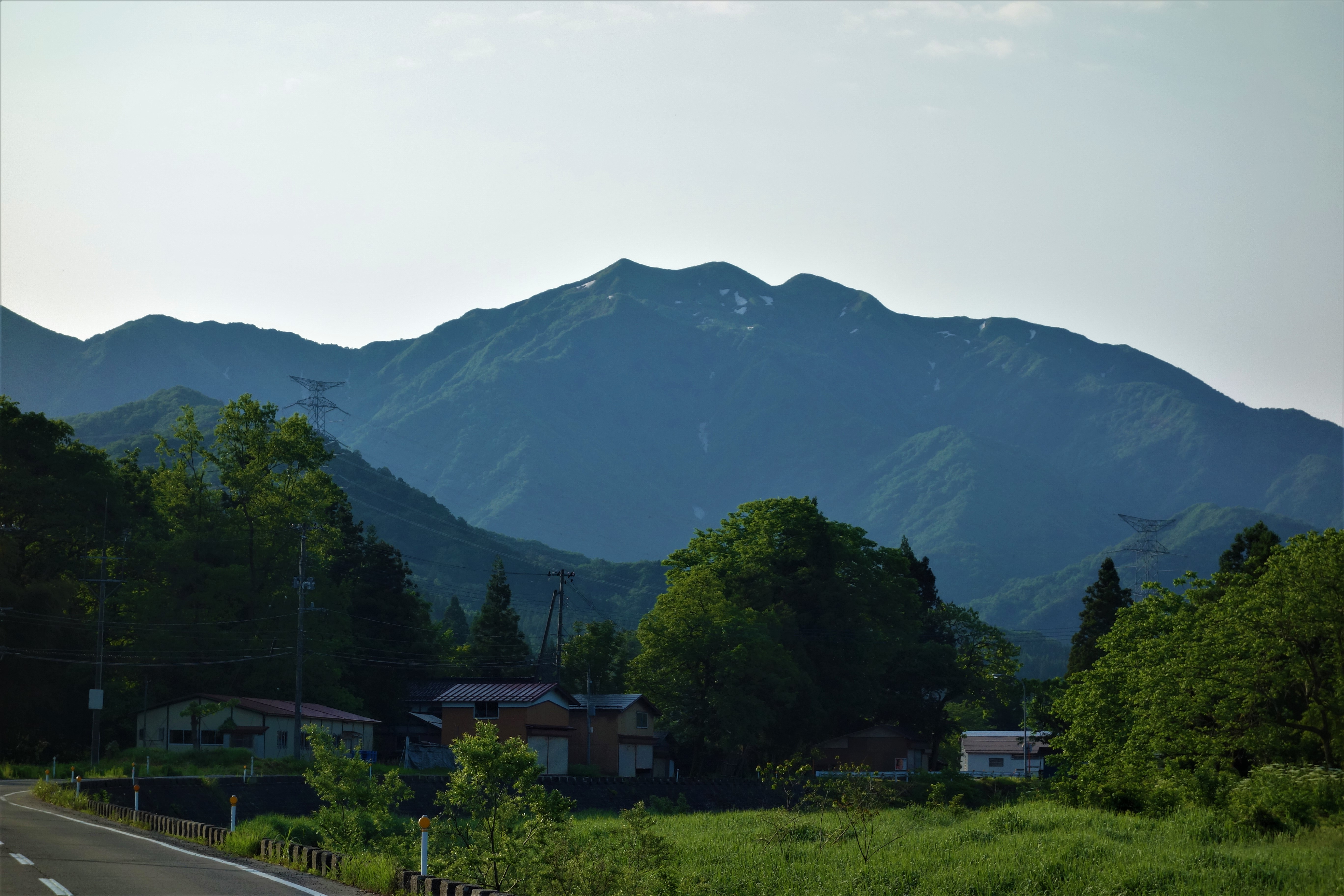
山麓からの粟ヶ岳
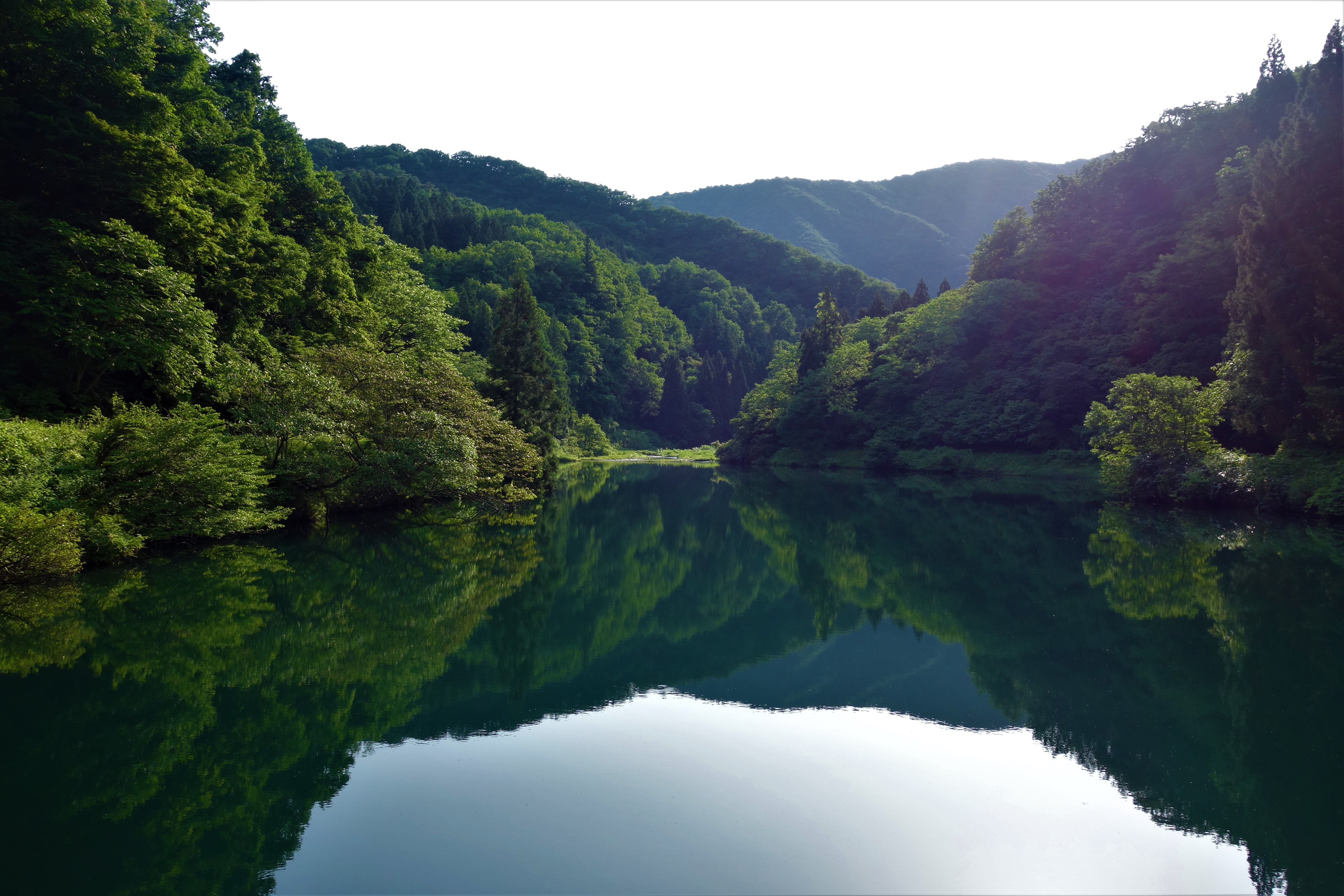
登山口の第二貯水池
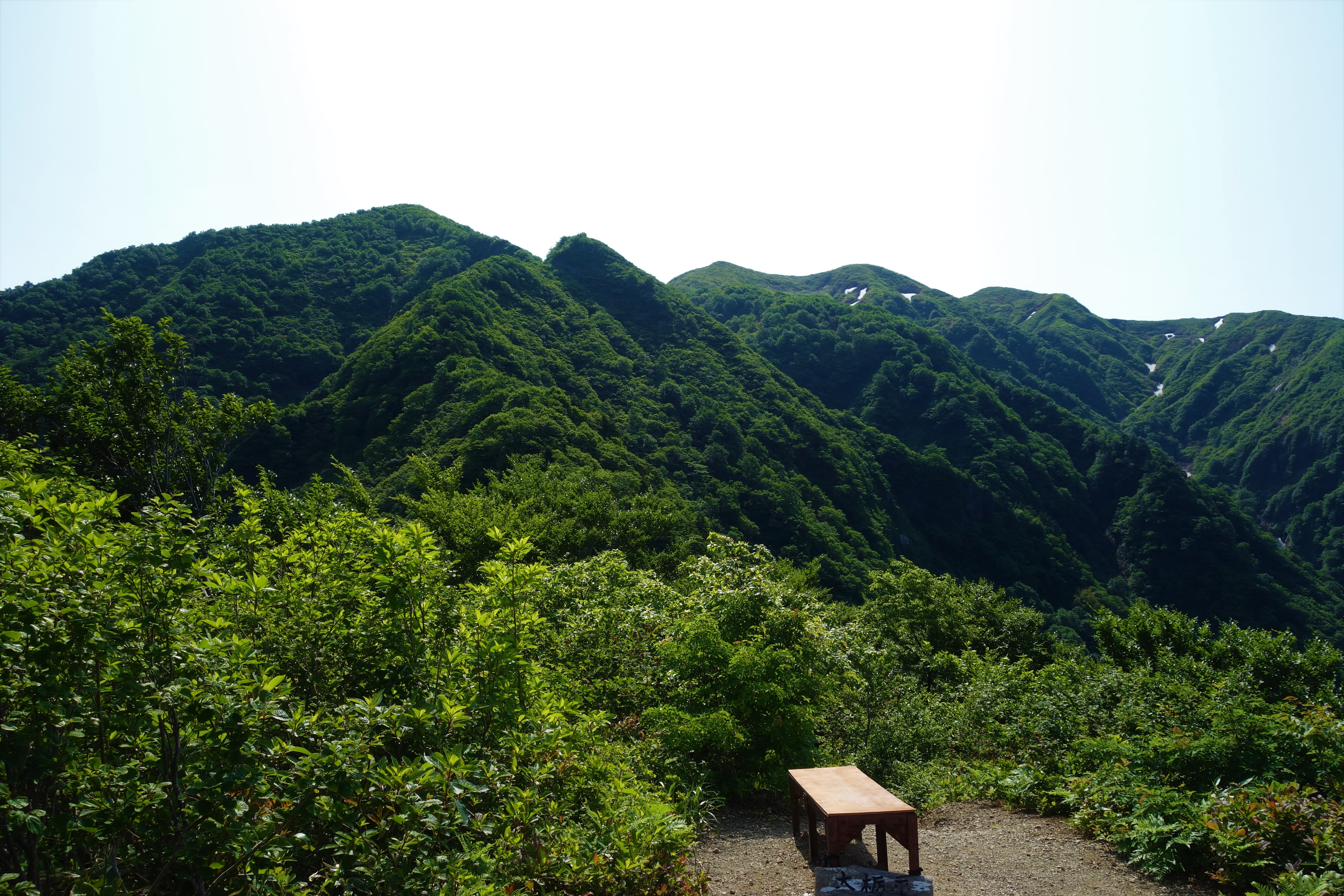
大栃平からの粟ヶ岳
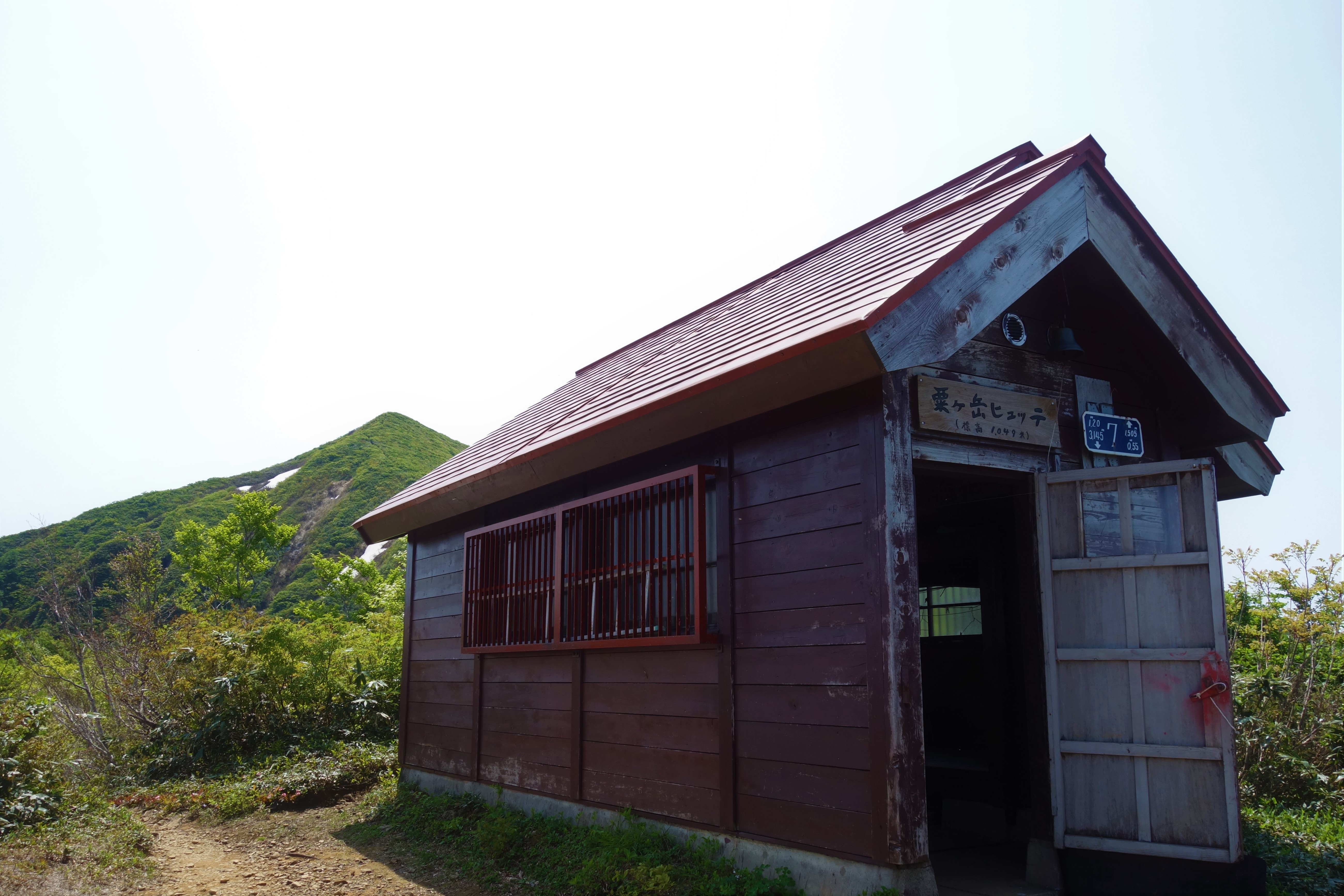
七合目粟ヶ岳ヒュッテ
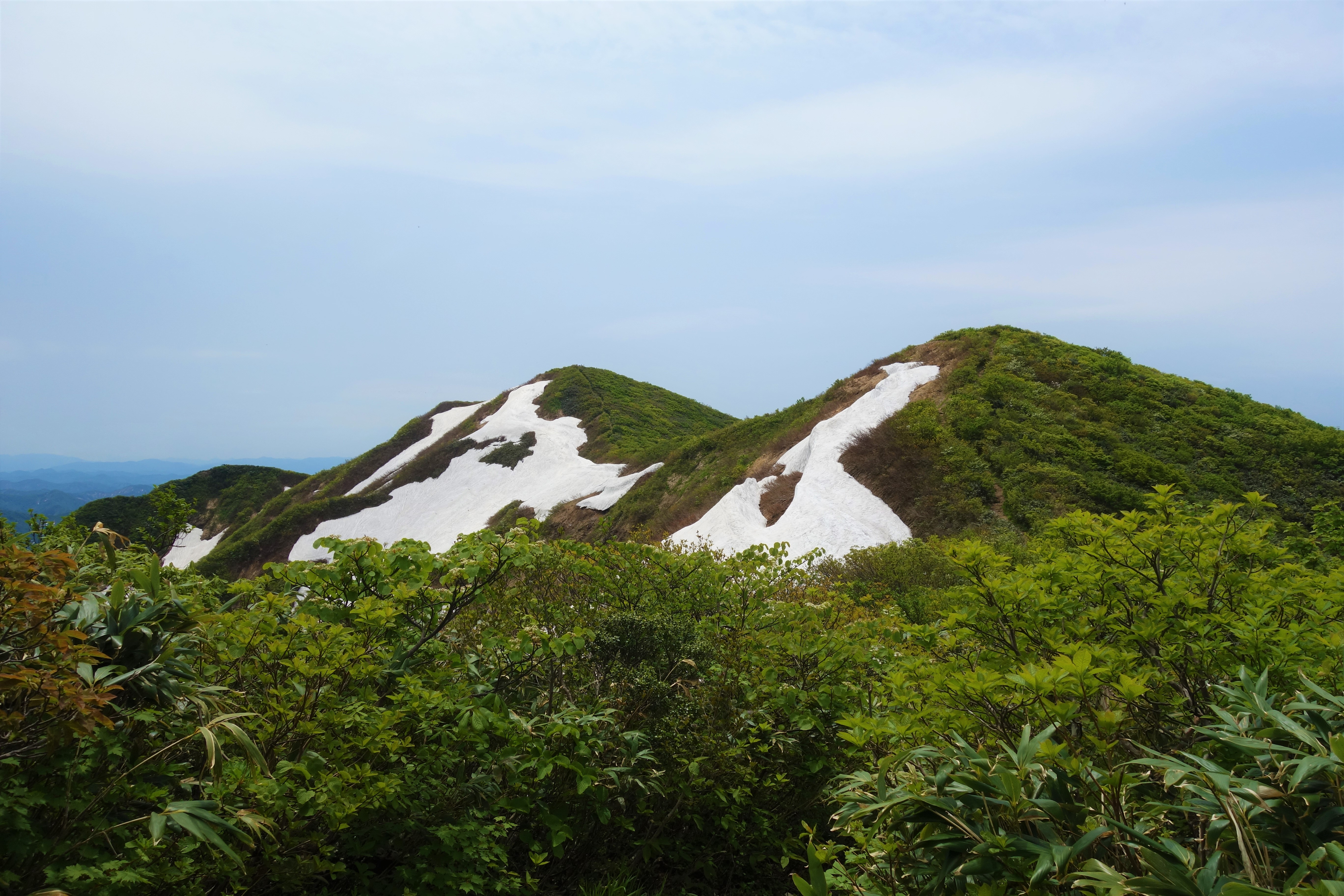
九合目からの粟ヶ岳
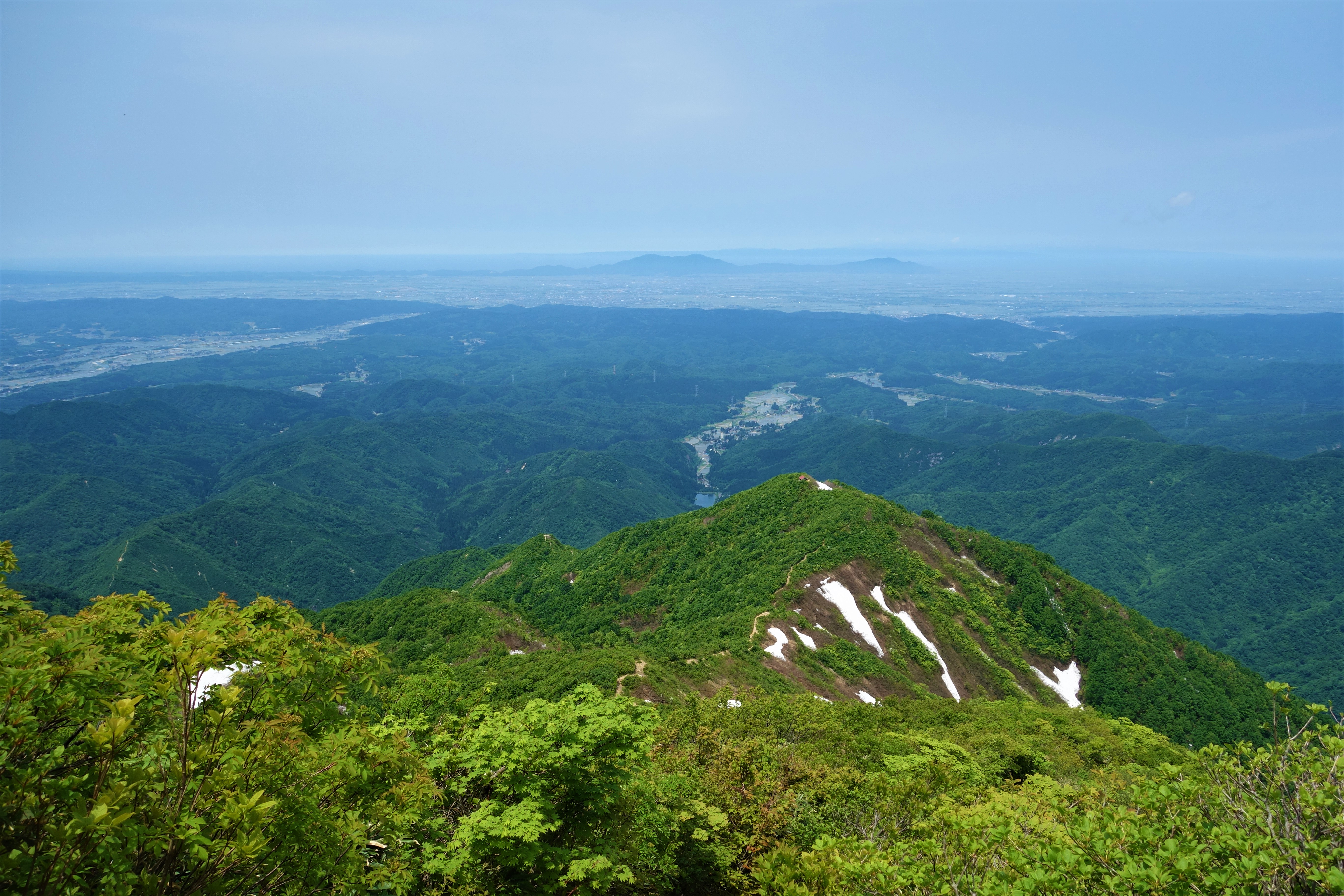
山頂直下にて弥彦山と佐渡ヶ島を望む
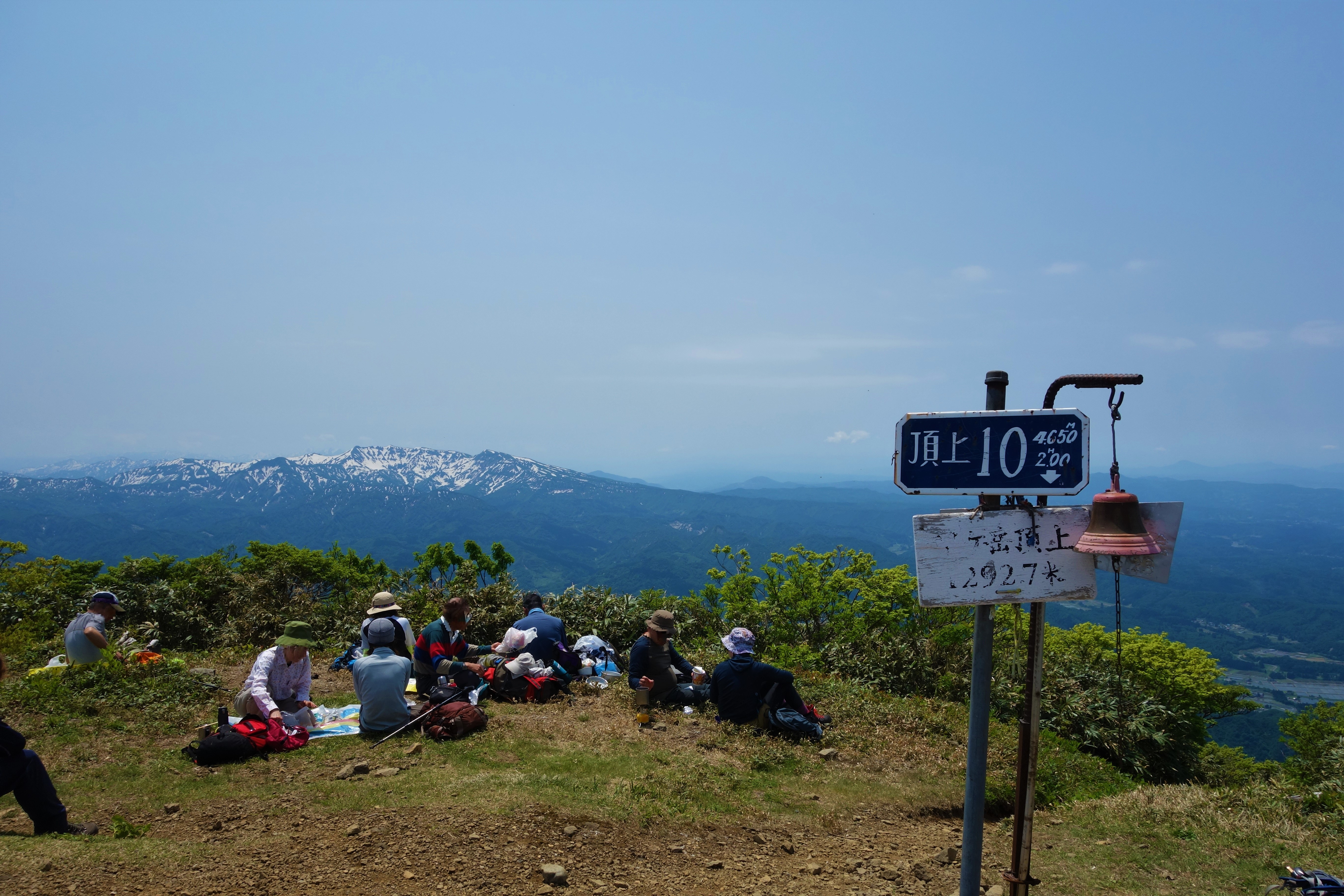
粟ヶ岳山頂から守門岳を望む
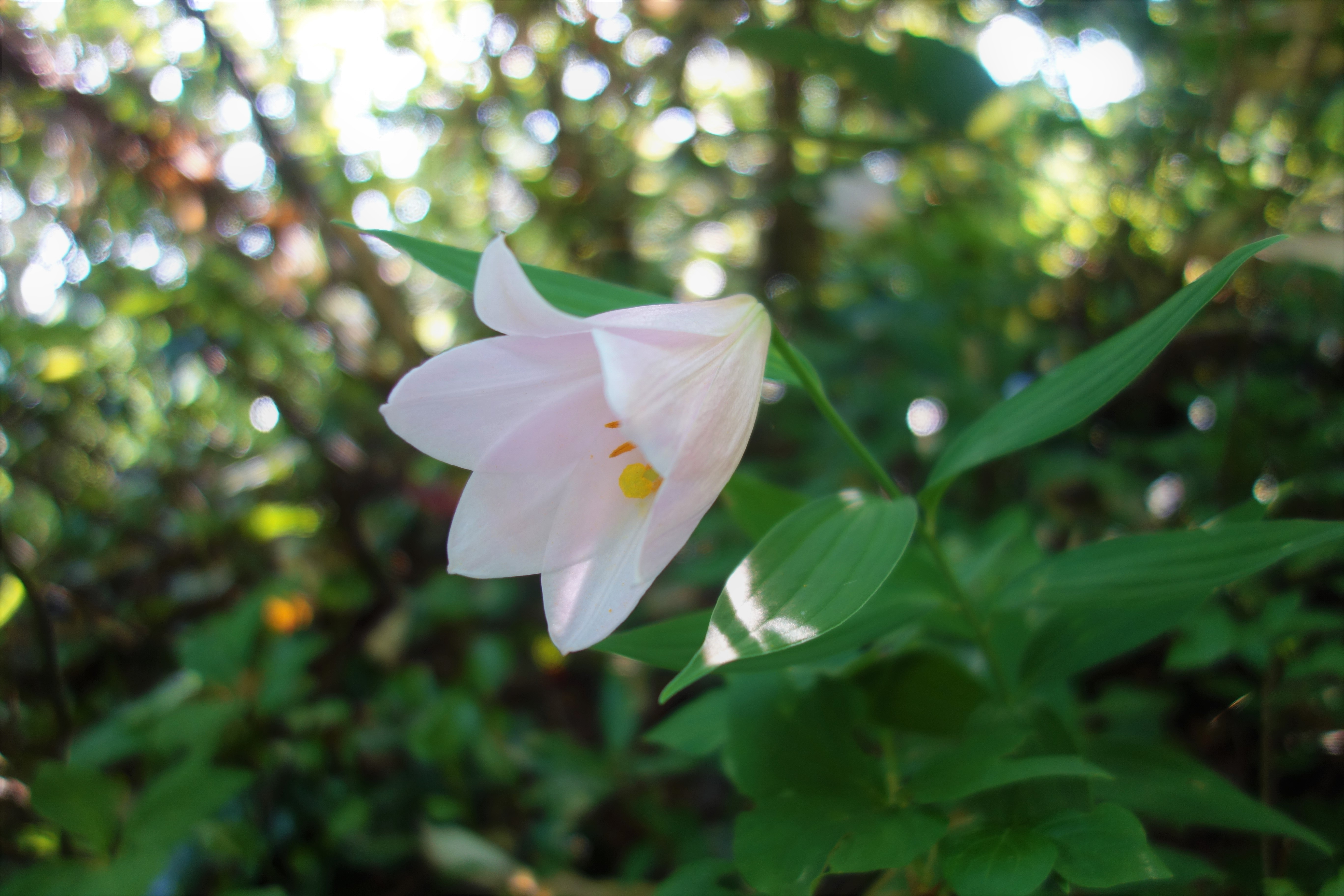
粟ヶ岳のヒメサユリ